# Boscawen
Boscawen är en kommun i Merrimack County i den amerikanska delstaten New Hampshire med en yta av 65,8 km² och en folkmängd på 3 672 invånare (2000).

## Kända personer från Boscawen
- Moody Currier, politiker
- John Adams Dix, politiker
- William P. Fessenden, politiker
- Bradford N. Stevens, politiker